# Liste des cardinaux créés au XIXe siècle
Liste des cardinaux créés au XIXe siècle :
- Cardinaux créés par Pie VII (1800-1823) : 96 dans 17 consistoires[1] dont les futurs papes Léon XII et Pie VIII ;
- Cardinaux créés par Léon XII (1823-1829) : 25 dans 8 consistoires dont le futur pape Grégoire XVI ;
- Cardinaux créés par Pie VIII (1829-1830) : 6 dans 3 consistoires ;
- Cardinaux créés par Grégoire XVI (1831-1846) : 75 dans 28 consistoires dont le futur pape Pie IX ;
- Cardinaux créés par Pie IX (1846-1878) : 123 dans 23 consistoires dont le futur pape Léon XIII ;
- Cardinaux créés par Léon XIII (1878-1903) : 130 dans 25 consistoires[2] dont le futur pape Pie X.
- Au total : 455 cardinaux créés au XIXe siècle